# オリエント急行のミイラ
「オリエント急行のミイラ」（オリエントきゅうこうのミイラ、原題: "Mummy on the Orient Express"）は、イギリスのSFドラマ『ドクター・フー』の第8シリーズ第8話。2014年10月11日に BBC One で初放送された。脚本はジェイミー・マシソン、監督はポール・ウィルムシャーストが担当した。本作は批評家から肯定的にレビューされた。
本作では、異星人のタイムトラベラー12代目ドクター（演:ピーター・カパルディ）が悪化したクララ・オズワルド（演:ジェナ・ルイーズ・コールマン）との関係を鑑み、彼女の戸の最後の旅として宇宙のオリエント急行を訪れる。列車内では乗客の不審死が多発しており、調査の結果、死まで66秒を切った犠牲者以外には視認できないミイラが原因であると判明する。

## 連続性
"Are you my mummy?" という12代目ドクターの問いかけは、「空っぽの少年」と「ドクターは踊る」（2005年）で9代目ドクターと遭遇したガスマスクのゾンビが口にしていた台詞である。同じ台詞は「死に覆われた星」（2008年）でも10代目ドクターが発言した。ドクターはオリエント急行に彼を誘った謎の力が以前ターディスにも電話をかけてきたと述べており、これは「ビッグバン」（2010年）のラストシーンでエジプトの女神が宇宙のオリエント急行に乗って逃げ出したという知らせを11代目ドクターが受け取ったことを指している。
12代目ドクターはムーアハウス教授にジェリー・ベイビーを勧めている。これは過去のドクターから続く伝統であり、主に4代目ドクターを代表する仕草であった。この仕草は新シリーズでは11代目ドクターも「ゲンガーの反乱」（2011年）で行っていた。
ダニー・ピンクはクララにドクターが彼女の彼氏でないことを思い出させている。これは「深呼吸」（2014年）で他ならぬ12代目ドクター自身がクララに告げていたことである。

## 製作

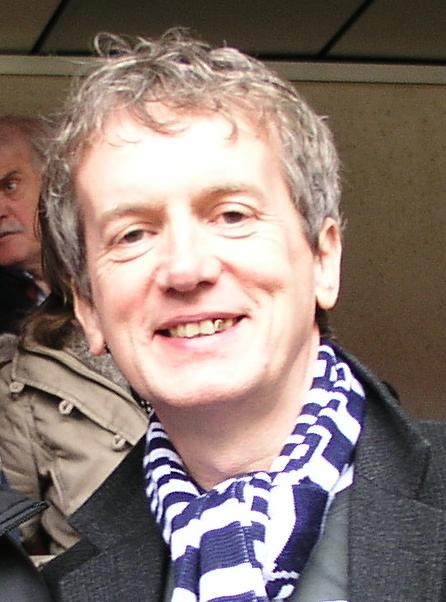
フランク・スキナー

台本の読み合わせは2014年5月1日に行われ、撮影は5月20日に開始されて6月10日に完了した。撮影は主にスタジオを拠点として行われたが、終盤のドクターとクララが惑星にいる場面はヴェール・オブ・グラモーガンの Limpert Bay で撮影された。
ムーアハウス教授役のクリストファー・ヴィラーズはクラシックシリーズの The King's Demons（1983年）に、ピット夫人役のジャネット・ヘンフリーは The Curse of Fenric（1989年）に出演した。パーキンス役のフランク・スキナーは『ドクター・フー』のファンであり、以前には50周年記念スペシャル The Five(ish) Doctors Reboot（2013年）に出演していた。

## 放送と反応
放送当夜の視聴者数は508万人、番組視聴占拠率は22.1%を記録し、その夜では3番目に良い記録を残した。タイムシフト視聴者を合算すると最終的な視聴者数は711万人に達した。BBCアメリカの放送は97万人が視聴した。

### 批評家の反応
| 専門評論家によるレビュー | 専門評論家によるレビュー |
| レビュー・スコア         | レビュー・スコア         |
| 出典                     | 評価                     |
| ------------------------ | ------------------------ |
| The A.V. Club            | A                        |
| ペースト                 | 8.3                      |
| TV Fanatic               | [ 9 ]                    |
| CultBox                  | [ 10 ]                   |
| IndieWire                | A                        |
| IGN                      | 7.4                      |
| ニューヨーク・マガジン   | [ 13 ]                   |
| デジタル・スパイ         | [ 14 ]                   |
| デイリー・テレグラフ     | [ 15 ]                   |

「オリエント急行のミイラ」は肯定的にレビューされた。Audience Appreciation Index ha
85を記録しており、これは第8シリーズで暫定的に最高の数値であった。
ガーディアン紙のダン・マーティンは本作に肯定的であり、ミイラを「少なくとも、我々をソファの後ろに隠れさせる、適切な新しく怖ろしい怪物だ」と称賛した。彼は、そのような怪物が第8シリーズには欠けていると感じており、「想像力に見合う製作デザインの勝利だ」とも評価した。また、彼はジェイミー・マシソンについて"格好良い怪物"と"ぎこちないターディスのダイナミクス"を混ぜたことを称賛した。しかし、彼は怪物の正体の暴露が面白くなかったと感じた。デイリー・テレグラフのベン・ローレンスも本作に肯定的で、星4つと評価した。彼はエピソードの形式と、狭い通路に閉じ込められた感覚や、いつ襲われてもおかしくない不可視の怪物に付きまとわれている感覚を視聴者に与え、彼らを物語に引き込むことができるエピソードの能力を称賛した。彼はパーキンス役のフランク・スキナーがエピソードの良い幕開けになったと感じたが、クエル大尉役のデイヴィッド・バンバーがさらに印象的だったと述べ、「胸を刺すようだ」と評価した。また、彼はドクターとクララの関係性の発達を称賛した。
デジタル・スパイのモーガン・ジェフェリーは本作に星4つを付けた。彼はピーター・カパルディとジェナ・ルイーズ・コールマンの相性を称賛し、終盤のターディスの場面とビーチの場面を「素敵だ」と述べ、「すっかり磁石のような2人組のままだ」と表現した。彼はエピソードの主な問題は2人を離れたままにし続けていたことであると感じた。彼はスキナーが真に『ドクター・フー』を愛していると認めて肯定的に反応し、「劇中で輝いていた」「クララの愛すべき代役だ」と高評価した。彼は前話「月を殺せ」と同様に「オリエント急行のミイラ」がフィリップ・ヒンチクリフの雰囲気を醸していると述べ、ミイラの製作デザインや演技のテンポがエピソードの雰囲気に寄与したと評価した。彼はエピソードの雰囲気について「ビンテージものの『ドクター・フー』だ」と表現した。Metroのティム・リューもミイラに肯定的で、「もう1つの強力な独立した物語だ。衣装が独特の外見と雰囲気を生み出し、ミイラ化したフォートールドはよく実現されている。66秒のカウントダウンの時計は切迫する本当の時間の感覚と危機感を注いだ」と論評した。インデペンデント紙のニーラ・デブナスはゲスト出演者の歌手フォクシスとスキナーを称賛した。彼女はクララには批判的で、コールマンの演技を称賛する一方で「彼女のキャラクターは考え抜かれて書かれていないし魅力がない」と酷評した。全体として彼女は本作が「楽しい外宇宙の遊び」だったと感じた。

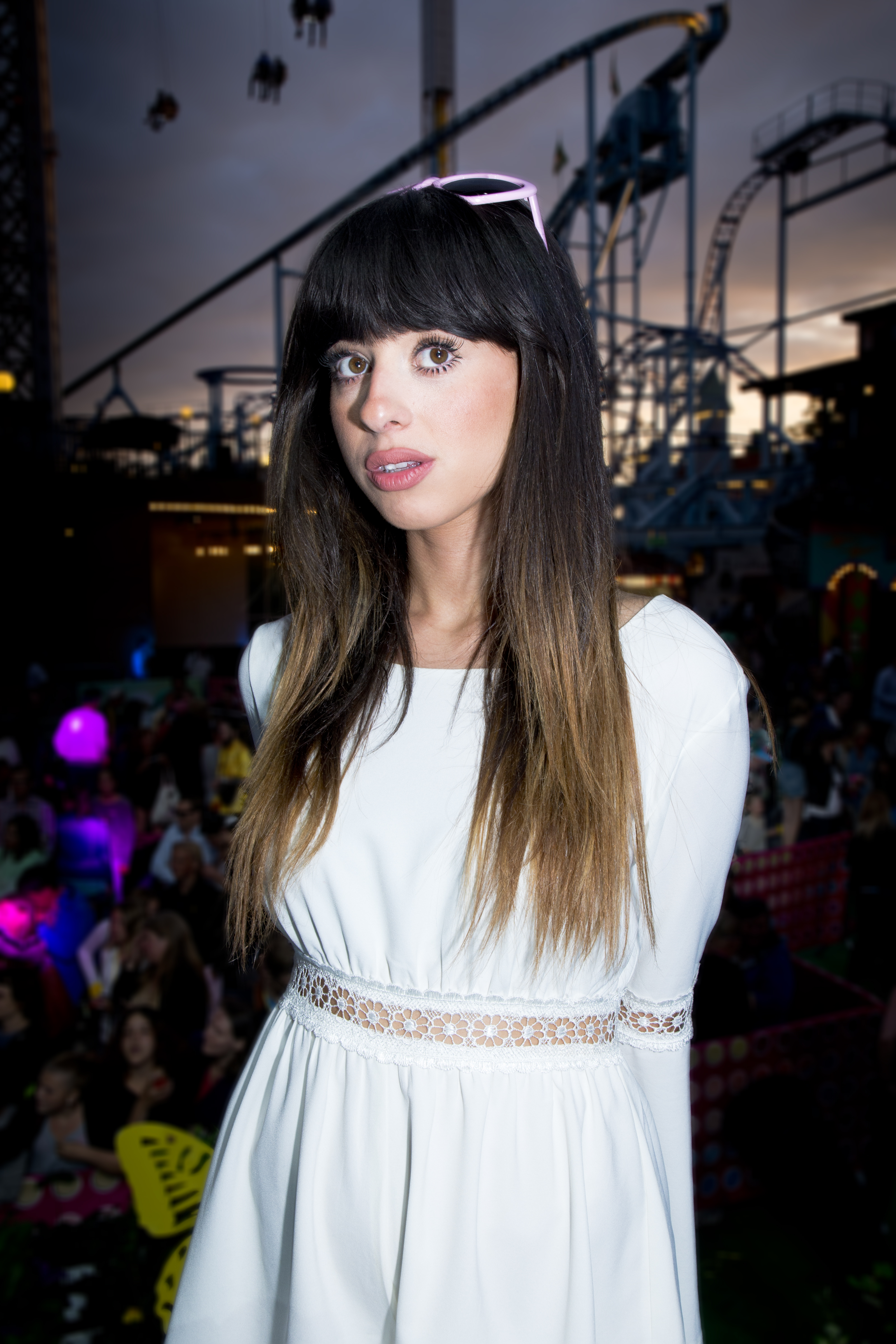
歌手役のフォクシス

フォーブス誌のユアン・スペンスも本作に肯定的であり、プロットの"幻想的な核心原理"を称賛した。しかし、彼はもう5分あれば列車からの脱出シーンなどより多くの部分を掘り下げることができたのではないかとも述べた。彼はキャストを称賛し、「ドクターがカパルディの演技に影響を与えている。彼のシリーズへの愛を描くことで、これまでの多くの俳優がこの役を演じるために影響を受けていることが分かった」とコメントした。さらに彼はドクターとクララの関係の発達を称賛し、マシソンについては「印象的なデビュー作だ」と述べた。The A.V. Clubのアラスデア・ウィルキンスは本作に完璧なA評価を与え、12代目ドクターの最終回について書く際には「オリエント急行のミイラ」が鍵になるだろうという旨の主張をした。彼は本作をピーター・カパルディの勝利であると呼び、「好調なシーズンの最新エピソード」「ピーター・カパルディの演技だけでこの物語を最高水準のステータスに昇格させるのに十分だが、ジェイミー・マシソンの脚本は彼を見事にサポートしている」と褒め称えた。

## 書籍版
Pearson Education は2018年6月15日にジェーン・ローラソンによる英語学習者向けの本作の小説版を出版した。